# Ваздухопловна база Бил
Ваздухопловна база Бил (енгл. Beale Air Force Base) насељено је место без административног статуса у америчкој савезној држави Калифорнија.

## Демографија
По попису из 2010. године број становника је 1.319, што је 3.796 (-74,2%) становника мање него 2000. године.
| Група             | 2000.         | 2010.       |
| Белци             | 3.423 (66,9%) | 861 (65,3%) |
| Афроамериканци    | 549 (10,7%)   | 117 (8,9%)  |
| Азијати           | 266 (5,2%)    | 45 (3,4%)   |
| Хиспаноамериканци | 573 (11,2%)   | 191 (14,5%) |
| Укупно            | 5.115         | 1.319       |